# Nadine Hadad

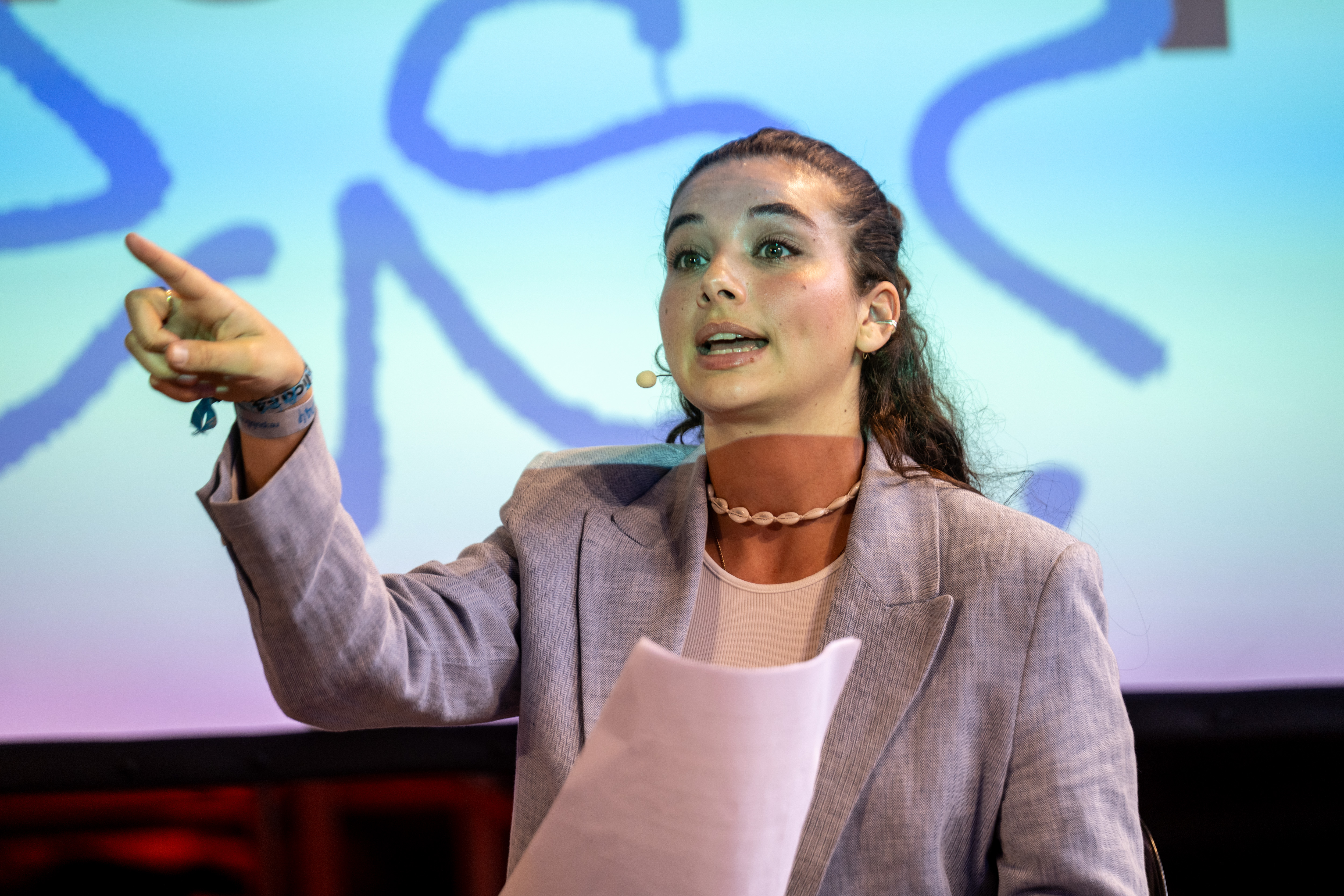
Nadine Hadad auf der re:publica 2024

Nadine Hadad ([naˈdiːn haˈdat]; * 1991 in Berlin) ist eine deutsche Journalistin, Reporterin und Moderatorin.

## Leben
Nadine Hadad wuchs in Berlin-Charlottenburg auf und war bereits als Kinder- und Jugendreporterin für den KiKA und Tigerenten Club aktiv, wo sie unter anderem Angela Merkel interviewen durfte. Während und nach ihrem Kommunikationsstudium mit Bachelor und Master in Berlin war sie als Studentin für Sony Music Entertainment und bei Universal Music Group tätig. Ab 2017 engagierte sie sich bei Fritz vom rbb in Berlin und moderierte Kinder-Science-Shows für das Deutsche Zentrum für Luft- und Raumfahrt. Von 2019 bis 2024 war Hadad bei PULS vom BR. Sie war das Gesicht von @pulsreportage und in mehr als 50 Reportagen aktiv beteiligt. Seit 2024 ist Hadad Teil des ProSieben-Galileo-Reporter-Teams. 
Hadad engagiert sich zudem für gesellschaftsrelevante als auch politische Panels und Formate für eine meist jüngere Zielgruppe. Am 13. Februar 2024 moderierte sie die Pressekonferenz der damaligen Bundesministerin für Familie, Senioren, Frauen und Jugend Lisa Paus mit dem Kompetenznetzwerk gegen Hass im Netz zu „Lauter Hass – leiser Rückzug“ mit Hanna Gleiß, Co-Geschäftsführerin Das NETTZ, Elena Kountidou, Geschäftsführerin Neue deutsche Medienmacher*innen, Rüdiger Fries, Vorsitzender Gesellschaft für Medienpädagogik und Kommunikationskultur, Anna-Lena von Hodenberg, Geschäftsführerin HateAid.